# Penáti

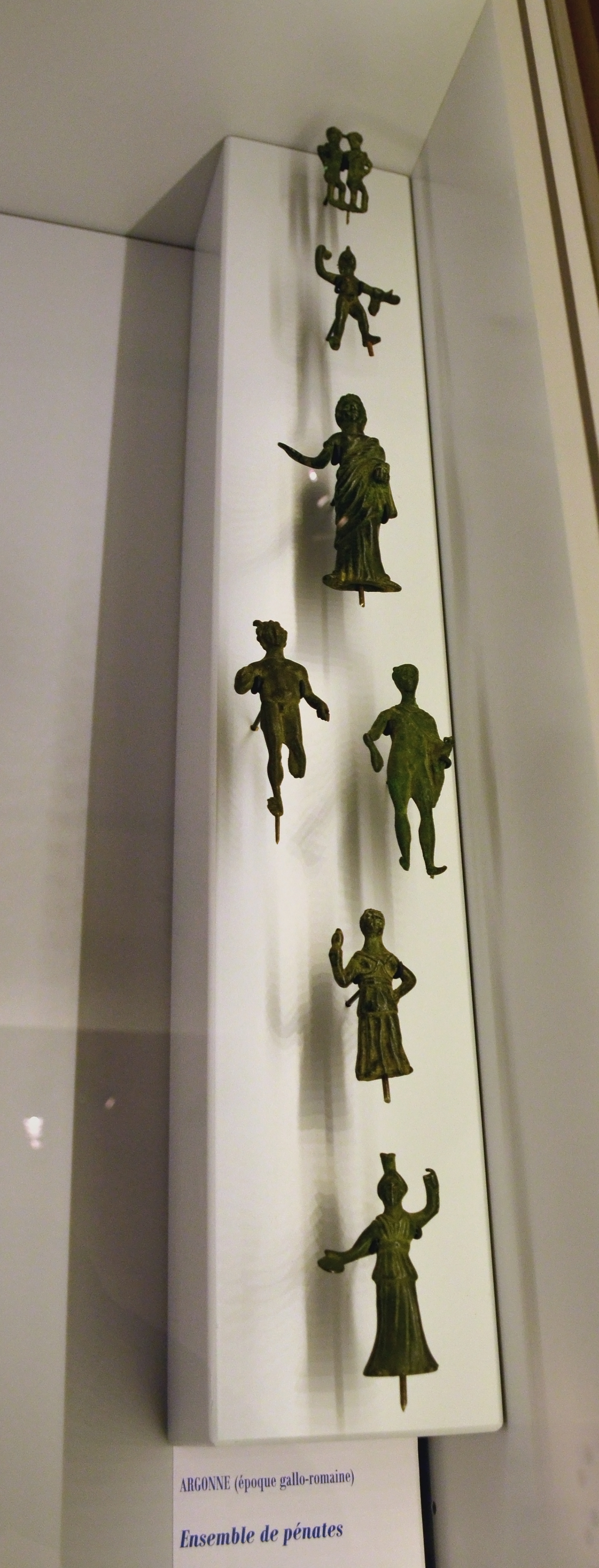
Penáti z Francie (bronz, 1.-5. stol.)

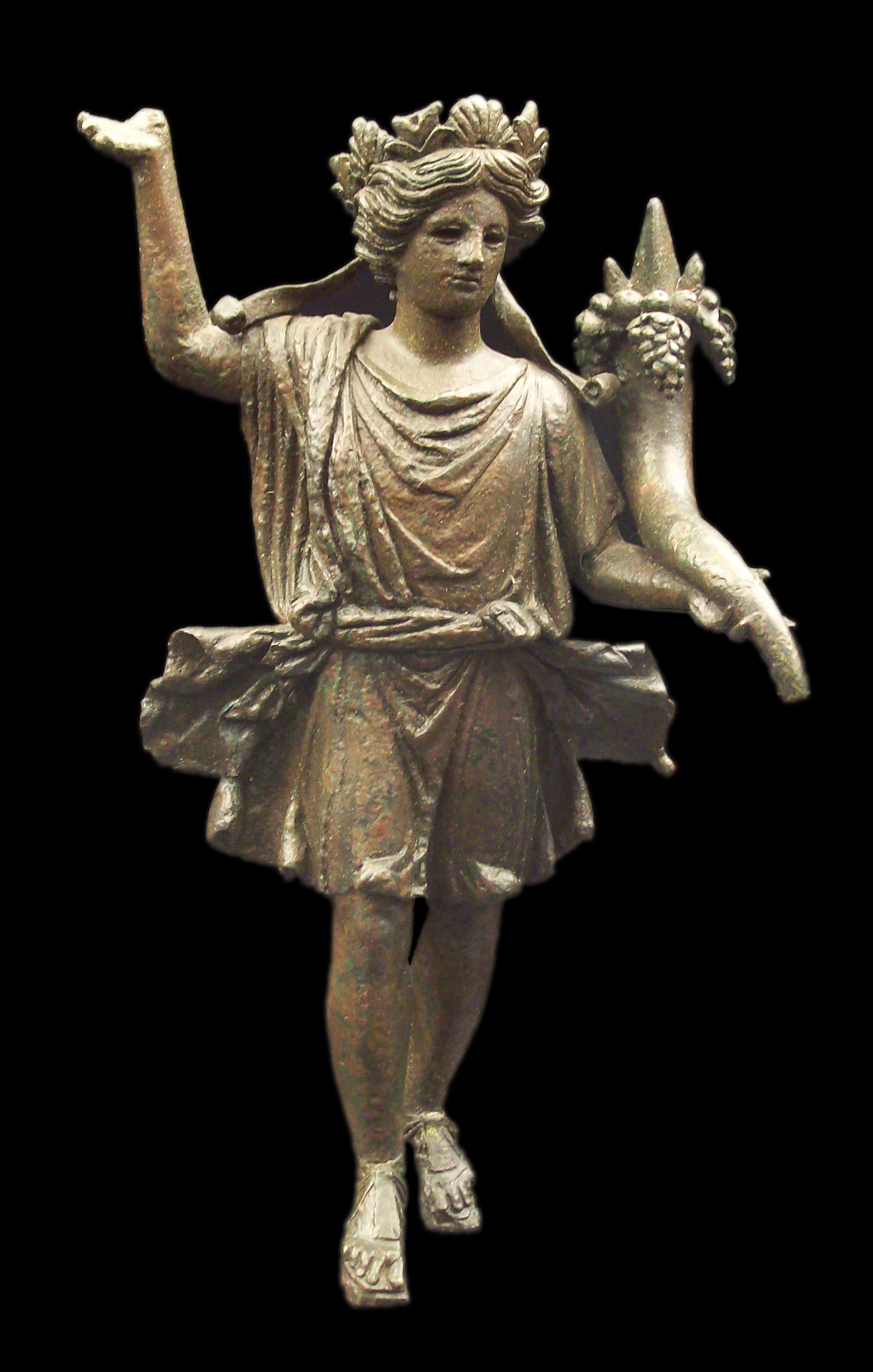
Bronzová soška lára s rohem hojnosti (Španělsko, 1. stol.)

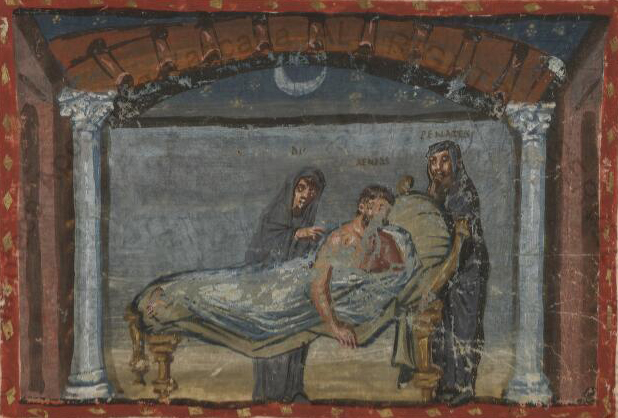
Penáti vyzývají Aenea, aby se vydal do Itálie. (Vergilius, Aeneis 3.147; rukopis ze 4. stol.)

Penáti (lat. dii penates) byla ve starověkém Římě ochranná božstva domu a rodiny, obvykle ztotožněná se zemřelými předky. Sídlila u rodinného ohniště a chránila především zásoby potravy. Úcta k penátům byla osou domácí bohoslužby a penáti také dohlíželi na provoz v domě. Před každým jídlem se jim obětoval kousek chleba, oleje a vína. Jako většina prvků domácího kultu dostali také penáti svůj společenský, městský protějšek, Penates publici, v Římě samém Penates populi Romani.

## Domácí bůžkové
Domácí kult hrál velmi významnou roli v řeckých a římských městech, ale patrně i v dalších usedlých kulturách. Velmi podobné obyčeje panovaly donedávna na čínském a indickém venkově a roztroušené stopy lze nalézt ve folkloru téměř všude. Kult zemřelých předků jako domácích ochranných božstev byl sice v každém domě velmi podobný, uctívaní předkové byli ale pochopitelně odlišní. Možná až později byl však kult spojen s uctíváním společného božstva rodiny a ohniště, řecké Hestie a římské Vesty. Vlastní oběti mohl vykonávat pouze „otec rodiny“ (lat. pater familias), který tradovaný rituál předával nejstaršímu synovi jako dědici.
Přes nesčetné množství zmínek v antické literatuře víme o domácím kultu poměrně málo. Odehrával se totiž v soukromí, ve starších dobách se ho nikdo mimo rodinu nesměl zúčastnit a nikdo o něm tedy podrobněji nepsal. O funkci penátů patrně svědčí jejich název, odvozený od latinského penus, komora, zásobárna. V latinské literatuře se často jmenují jedním dechem také lárové (lares, z etruského lars, pán), takže není snadné obojí rozlišit. Podle některých autorů je rozdíl v tom, že zatímco penáti se dědili v rodině a v rodě, lárové byli spojeni s obydlím a místem. Často se vyskytuje i spojení „rodinní lárové“ (lares familiares), což patrně znamenalo právě penáty, kdežto své láry mohla mít i obec (lares praestites), most nebo cesta. Lares militares chránili v boji a lares permanni na moři. Naproti tomu označení mánové (manes, dobrodinci) znamená jednoznačně zemřelé předky, později – například u Vergilia – duše zemřelých. Na římských náhrobcích se pravidelně vyskytuje zkratka D.M. – diis manibus.